# Bollmannia
Bollmannia is een geslacht van straalvinnige vissen uit de familie van grondels (Gobiidae). Ze werd in 1890 beschreven door Jordan & Bollman samen met de soort Bollmannia chlamydes. De naam is een hommage aan Charles H. Bollman (1868–1889), die overleed kort voor de publicatie van deze beschrijving.

## Soorten
- Bollmannia boqueronensis Evermann & Marsh, 1899
- Bollmannia chlamydes Jordan, 1890
- Bollmannia communis Ginsburg, 1942
- Bollmannia eigenmanni (Garman, 1896)
- Bollmannia gomezi Acero, 1981
- Bollmannia litura Ginsburg, 1935
- Bollmannia macropoma Gilbert, 1892
- Bollmannia marginalis Ginsburg, 1939
- Bollmannia ocellata Gilbert, 1892
- Bollmannia pawneea Ginsburg, 1939
- Bollmannia stigmatura Gilbert, 1892
- Bollmannia umbrosa Ginsburg, 1939